# Сойга (Ленський район)
Сойга (рос. Сойга) — селище в Ленському районі Архангельської області Російської Федерації.
Населення становить 411 осіб. Входить до складу муніципального утворення Сойгинське поселення.

## Історія
Від 2004 року входить до складу муніципального утворення Сойгинське поселення.

## Населення
| 2002 | 2010 | 2012 |
| ---- | ---- | ---- |
| 512  | ↘407 | ↗411 |